# Виставка з вивчення світових просторів

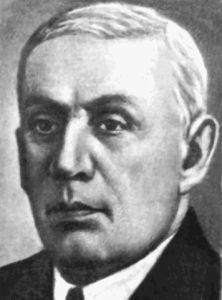
Керівник київської виставки з вивчення світових просторів академік Дмитро Граве

Виставка з вивчення світових просторів (Виставка Київського товариства з дослідження світового простору) — науковий захід, що проходив у Києві з 19 червня по 1 вересня 1925 року з метою представлення досягнень теоретичного вивчення космонавтики та перших проєктів космічних ракет і міжпланетних апаратів. Перша у світі космічна виставка.

## Передісторія виставки
У квітні 1925 року при Секції винахідників Асоціації інженерів і техніків було організовано гурток з вивчення світового простору. До нього увійшло 70 київських учених і інженерів.
Керівником гуртка був винахідник та авіатор Федоров Олександр Якович. Головою Вченої ради — академік Дмитро Олександрович Граве — директор Математичного інституту (згодом Інститут математики АН УРСР). Крім того, до складу Вченої ради входив професор Євген Оскарович Патон.

## Відкриття виставки
Відкриття виставки Київського товариства з дослідження космічного простору відбулося 19 червня 1925 року. Вона розміщувалася в Будинку комуністичної освіти, по вулиці Володимирській, 57 (нині Будинок вчителя). Роботу виставки очолили Олександр Якович Федоров і Дмитро Олександрович Граве. На стендах були виставлені київськими організаціями та підприємствами зразки тієї техніки, яку можна було використовувати для космічних досліджень.
В організації та проведенні виставки активну участь брали також інші київські вчені: директор Київської метеорологічної обсерваторії професор Срезневський Борис Ізмаїлович, директор Інституту будівельної механіки Академії наук Української РСР професор Симінський Костянтин Костянтинович та професор Шапошников Володимир Георгійович.

## Організація виставки
Київські організації та підприємства, що стали учасниками виставки, виставили на стендах зразки техніки того часу, які можна було використовувати для космічних досліджень.
Організатори виставки розділили експонати на п'ять розділів:
- радіотелеграфний;
- метеорологічний;
- авіаповітроплавальний;
- астрономічний;
- міжпланетний.

Організатор виставки — винахідник Олександр Федоров — представив на суд глядачів триметрову модель (1:20) крилатого атомно-ракетного корабля. На думку вченого, він мав бути 60-метровим, діаметром 8 метрів, вагою 80 тон і мав злітати, як вертоліт. Після виходу в космос, замість крил і гвинтомоторних установок, мали працювати ракетні двигуни. Швидкість космічного корабля, за проєктом автора, могла досягати 1000 км/год.
Цей експонат також демонструвався і на Першій світовій виставці моделей міжпланетних апаратів і механізмів конструкцій винахідників різних країн, що діяла з 1927 до 1935 року у Москві.
Отже, київська виставка стала першою такою подією. Весь час роботи вона мала колосальний успіх.
Газета «Пролетарська правда» у випуску від 25 червня 1925 року так описала виставку:
|  | «Не фантазія Жуля Верна, а потрібна справа. На виставці вражає творча думка, вдягнена у реальні форми. Кожен робітник, кожен студент… відвідавши виставку, знайде там багато корисного». |

Паралельно з демонстрацією експонатів члени Вченої ради гуртка читали для відвідувачів лекції про освоєння космосу. 23 серпня 1925 року гурток було перетворено на «Товариство з вивчення світових просторів».